# Dreta Liberal Republicana
Dreta Republicana Liberal va ser un partit polític espanyol liderat per Niceto Alcalá-Zamora, que es va fusionar immediatament amb la incipient formació republicana de Miguel Maura immediatament abans del Pacte de Sant Sebastià, del que van formar part, i Alcalá Zamora fou elegit president del Govern Provisional de la República. Després de la proclamació de la República, va participar en les eleccions a Corts Constituents de 1931 dintre de les llistes de la Conjunció republicà-socialista obtenint 22 escons. L'agost de 1931 van canviar el seu nom pel de Partit Republicà Progressista. Durant la discussions constitucionals, els progressistes, juntament amb els radicals d'Alejandro Lerroux van abandonar la coalició republicà-socialista. Poc després, el gener de 1932, la seva ala dreta, liderada per Miguel Maura es va escindir, tretze dels diputats del PRP al Partit Republicà Conservador. El PRP va desaparèixer a l'inici de la Guerra Civil.